# Camille Wright
Camille Wright (n. 5 martie 1955, New Albany⁠(d), Indiana, SUA) este o înotătoare americană, medaliată olimpică. A participat la o ediție a Jocurilor Olimpice (1976) în care a câștigat două medalii de argint.